# Martín Caparrós

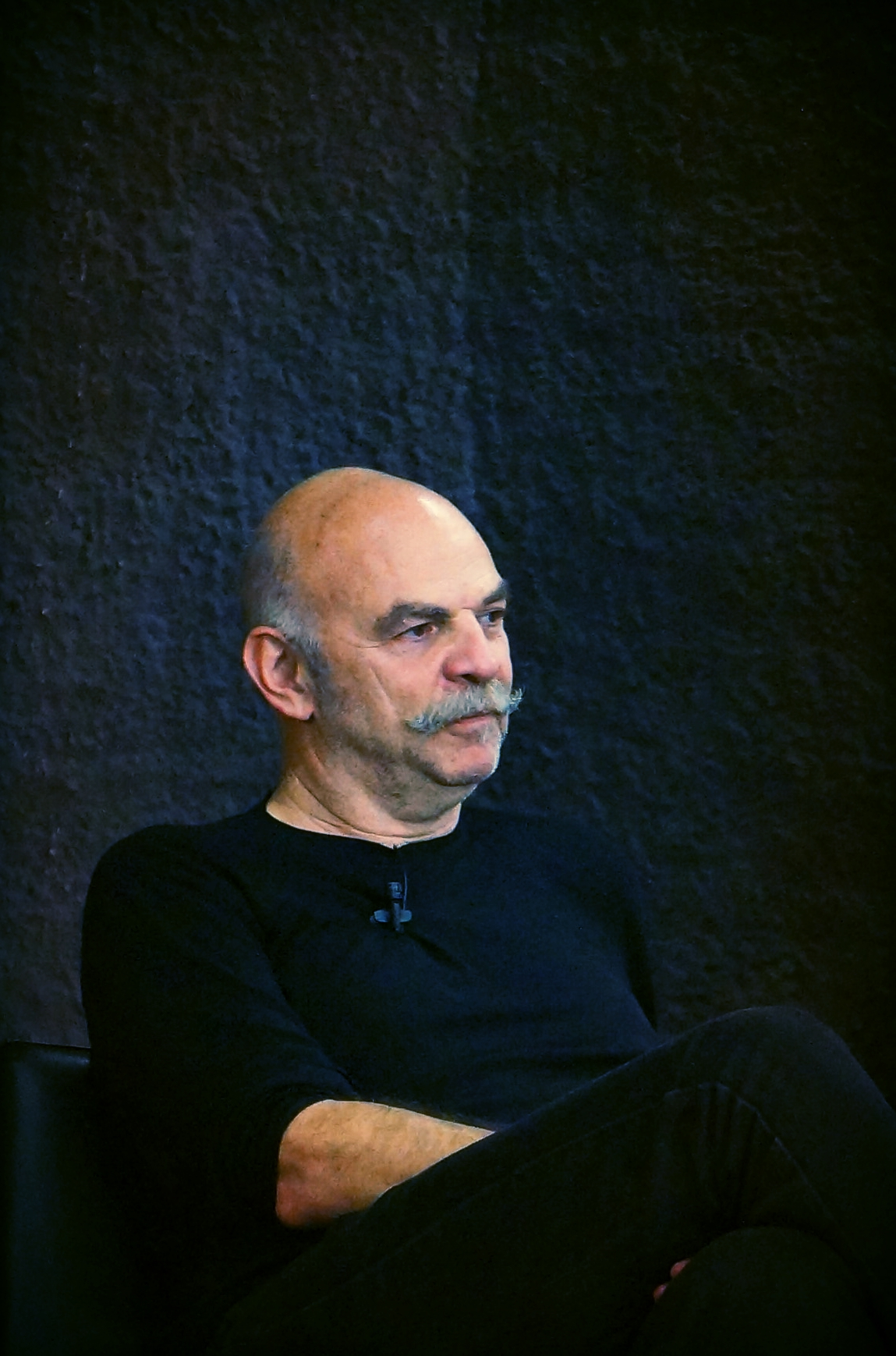
Martín Caparrós, 2013

Martín Caparrós (* 29. Mai 1957 in Buenos Aires) ist ein argentinischer Journalist und Schriftsteller.

## Leben
Martín Caparrós kam als Sohn des Psychiaters Antonio Caparrós und dessen Ehefrau María zur Welt. Seine Schulzeit absolvierte er am Colegio Nacional seiner Heimatstadt. Aus dieser Zeit stammen auch seine ersten literarischen Versuche.
1973 begann er als Journalist für die Zeitung Noticias zu arbeiten. Als sich 1976 von General Jorge Rafael Videla angeführte Militärs in Argentinien an die Macht putschten, floh Caparrós ins Exil nach Frankreich. Er ging nach Paris und studierte dort an der Sorbonne Geschichte. Später setzte er sein Studium an der Universität von Madrid fort.
Erst als die Herrschaft der argentinischen Militärjunta 1983 zu Ende ging, kehrte Caparrós in sein Heimatland zurück. Er ließ sich als Schriftsteller in Buenos Aires nieder. Bekannt wurde Caparrós auch durch seine Arbeiten für Funk und Fernsehen. Gemeinsam mit dem Journalisten Eduardo Anguita veröffentlichte er 2006 das mehrbändige Werk La voluntad. Una historia de la militancia revolucionaria en la Argentina.

## Auszeichnungen
- 1995: Guggenheim-Stipendium
- 2004: Premio Planeta Argentina für Valfierno

## Werke
Romane
- No velas a tus muertos. Editores de la Flor, Buenos Aires 1986, ISBN 950-515-023-2.
- La noche anterior. Editoria Sudamericana, Buenos Aires 1990, ISBN 950-07-0645-8.
- El tercer cuerpo. Puntosur, Buenos Aires 1990, ISBN 950-9889-50-4.
- Valfierno. (Valfierno.) Roman. Aus dem Spanischen übersetzt von Hans-Joachim Hartstein. Eichborn, Frankfurt am Main 2006, ISBN 978-3-8218-5776-3.
- Wir haben uns geirrt. (A quien corresponda.) Roman. Aus dem Spanischen übersetzt von Sabine Giersberg. Berlin Verlag, Berlin 2010, ISBN 978-3-8270-0839-8.
- Una luna. Editorial Anagrama, Barcelona 2010, ISBN 978-84-339-7190-6.
- El hambre. Editorial Planeta, Buenos Aires 2013, ISBN 978-950-49-4053-1.
  - Deutsche Ausgabe: Der Hunger. Roman. Aus dem Spanischen übersetzt von Sabine Giersberg und Hanna Grzimek. Suhrkamp Verlag, Berlin 2015. ISBN 978-3-518-42512-1.
- Die Ewigen. (Los Living.) Roman. Aus dem Spanischen übersetzt von Sabine Giersberg. Berlin Verlag, Berlin 2014, ISBN 978-3-8270-1187-9.
- Väterland. (Todo por la patria.) Roman. Aus dem Spanischen übersetzt von Carsten Regling. Verlag Klaus Wagenbach, Berlin 2020, ISBN 978-3-8031-3323-6.
- Dziadkowie (Großeltern) nur auf Polnisch, 2022, Wydawnictwo Literackie.

Sachbücher
- Amor y anarquía. La vida urgente de Soledad Rosas 1974–1998. Editorial Planeta, Buenos Aires 2003, ISBN 950-49-1038-6.
- Bingo! Cien panfletos sobre todo y nada. Grupo Editoria Norma, Buenos Aires 2003, ISBN 978-987-545-100-1.
- Boquita. Editorial Planeta, Buenos Aires 2005, ISBN 950-49-1343-1.
- mit Eduardo Anguita: La voluntad. Una historia de la militancia revolucionaria en la Argentina. Booket, Buenos Aires 2006.

1. 1966–1969. El valor del cambio. ISBN 978-987-580-068-7.
2. 1969–1973. El cielo por asalto. ISBN 978-987-580-069-4.
3. 1973–1974. La patria socialista. ISBN 978-987-580-070-0.
4. 1974–1976. La patria peronista. ISBN 978-987-580-071-7.
5. 1976–1978. La caída. ISBN 978-987-580-072-4.

Übersetzungen 
- William Shakespeare: Romeo und Julia

Herausgeberschaften
- Mariano Moreno: Plan revolucionario de operaciones.
- Voltaire: El ingenuo y filosofía de la historia.

Beitrag zu einem Fotoband
- Buena memoria: ein fotografischer Essay von Marcelo Brodsky. Hatje Cantz, Ostfildern 2003, ISBN 3-7757-1353-0.